# Фанелли, Франческо
Франческо Фанелли (17 декабря 1577, Флоренция — не ранее 1662, предположительно Париж) — итальянский скульптор эпохи маньеризма, работавший в Англии.

## Биография
Франческо Фанелли родился во Флоренции 17 декабря 1577 года, в семье флорентийского скульптора Вирджилио Фанелли и его жены Лессандры.
Вероятно, он изучил первые зачатки искусства скульптуры в мастерской своего отца. Испытал значительное влияние крупнейших флорентийских мастеров маньеристской скульптуры — Джамболоньи (1529—1608), Пьетро Франкавилла (1548—1615) и Пьетро Такка (1577—1640), у которых, возможно, учился непосредственно, и художественной манере которых следовал. Он также учился у флорентийского скульптора Джованни Бандини (1544—1599) и, вероятно, помогал своему учителю в создании статуи великого герцога Тосканского Фердинанда I Медичи (завершена в 1599 году). Бандини в своём завещании называет Фанелли своим помощником.
После смерти Бандини, в неустановленное время (но до 1605 года), Франческо Фанелли отправился в Геную, возможно (?), по предложению генуэзского художника Джованни Баттиста Паджи, с которым у него были хорошие деловые отношения. С 1605 по 1610 год он выполнял различные религиозные скульптуры и мрамора для генуэзских заказчиков, в частности, для украшения базилики Санта-Мария-делле-Винье в Генуе и для церкви Богоматери Милосердия в соседнем городе Савона. Помимо скульптур для украшения церквей, брался и за заказы попроще, например за создание бронзовых накладок для украшения дорогостоящей мебели.
В 1630 году скульптор Фанелли всё еще находился в Генуе. Около 1630 года он перебрался в Лондон, где проработал до 1642 года, когда в королевстве стало неспокойно. Пользовался покровительством короля Англии Карла I (правил с 1625 года), имел звание придворного скульптора короля. К концу своего пребывания в Англии, согласно указаниям мемуаристов, являлся одноглазым.
Среди работ Фанелли, выполненных в Англии, известны, в частности, следующие:
- Статуэтка Пигмалиона из слоновой кости, которая привлекла внимание короля (информация современника, Иоахима фон Зандрарта)
- Бюст будущего короля Карла II, на тот момент — принца Уэльского (единственная подписная работа Фанелли).
- Бронзовый фонтан со скульптурами Сирен верхом на дельфинах для королевского дворца Хэмптон-Корт.
- Бронзовые статуэтки «Святой Георгий и дракон» и «Купидон», принадлежавшие королю.
- Бронзовые статуэтки лошадей и другие бронзы, принадлежавшие Уильяму Кавендишу, 1-му герцогу Ньюкаслу.
- Надгробие сэра Джона Бриджмена и его жены в церкви города Ладлоу (приписывается).

После 1642 года находился в Париже, куда отправился и другой английский придворный скульптор — французский гугенот Юбер Ле Сюэр (ок. 1580—1658). В Париже, куда многие английские аристократы эмигрировали от последствий революции, дела пожилого художника, по всей видимости, шли достаточно плохо, по крайней мере, он был не «на слуху», и не существует даже уверенности, что всё это время он находился в Париже. Когда Английская революция окончилась и на английский престол вступил Карл II, Фанелли, вероятно ожидал, что его снова пригласят ко двору в Лондон, и, чтобы ускорить события, издал в 1661 году Париже альбом своих работ, содержавший 21 гравюру с образцами его скульптуры, которые выполнил гравер Уильям Фейторн.
О Фанелли действительно помнили: в следующем, 1662 году один из поэтов того времени посвятил Фанелли стихи, называя его английским придворным скульптором. Возвращению Фанелли в Лондон, вероятно, помешала смерть мастера, точная дата которой неизвестно, но которую можно ориентировочно датировать 1662 или 1663 годом.
У Фанелли была большая семья: при жизни он застал не только внуков, но и правнуков. Как минимум часть из них проживали в Италии. Если верны данные о записи о крещении будущего скульптора в одной из церквей Флоренции, то он прожил около 85 лет.

## Творчество
Фанелли был скульптором чрезвычайно широкого профиля, который, однако, практически никогда не подписывал своих работ. Он работал с бронзой, мрамором и слоновой костью, брался за мелкую религиозную пластику, небольшие «кабинетные» скульптуры, церковные статуи, украшения фасадов и фонтанов, вероятно, надгробия и даже мебельную фурнитуру и небольшие бронзовые рельефы для украшения мебели. Он создавал также проекты оформления фонтанов и других форм парковой скульптуры, возможно, в качестве ориентира для других скульпторов. Как и другие скульпторы того времени, Фанелли трудился не один — в его распоряжении находился штат помощников и сотрудников.
Фанелли, таким образом, был не столько скульптором в сегодняшнем смысле слова, сколько «дизайнером» широкого профиля и владельцем широко известной мастерской (фактически, частной компании), которая бралась за любые работы, связанные, хотя бы и весьма косвенно, со скульптурой.  
Основные вехи биографии скульптора были восстановлены итальянскими исследователями по данным хорошо сохранившихся итальянских церковных архивов. Его деятельность в Англии реконструируется на основании упоминаний современников о нём самом или о его работах. 
Франческо Фанелли, как хорошо известному придворному скульптору, в современной Великобритании атрибутируется достаточно большое число работ, выполненных, по крайней мере, в его время и под его художественным влиянием.

## Галерея
- Святой Георгий и дракон.
- Купидон на коне.
- Давид и Голиаф.
- Геракл-ребёнок и змеи.
- Скачущий конь.
- Спящий Адонис.
- Кентавр Несс и Деянира.
- Лев, напавший на лошадь. Музей Бардини, Флоренция.
- Кабинет Джона Ивлина (англ.) — предмет мебели, принадлежавший известному мемуаристу, достопримечательность музея Виктории и Альберта в Лондоне. Фанелли выполнил бронзовые рельефы и другие бронзовые вставки.